# 東海商圈氣爆事故
2020年9月19日上午4時，東海商圈的透天厝發生氣爆，引發建築物火災而造成4死1傷。起火戶內有4瓶瓦斯鋼瓶開啟洩漏。輻射熱或燃燒物波及到巷內的速克達及4輛轎車，使火勢跨過11號前院及59巷巷道，引燃對面12號大門，火侵入12號屋內。臺中市政府消防局於4時17分接獲報案，立即調度8個消防分隊，71名消防隊員投入搶救。火勢於5時許完全撲滅。
事後的火災調查報告指出，爆炸起火戶的透天厝內發現五個瓶裝瓦斯，其中三個瓦斯桶未有管線連接，開關被打開。另找到一個打火機殘骸。